# 聖亞歷山大教堂

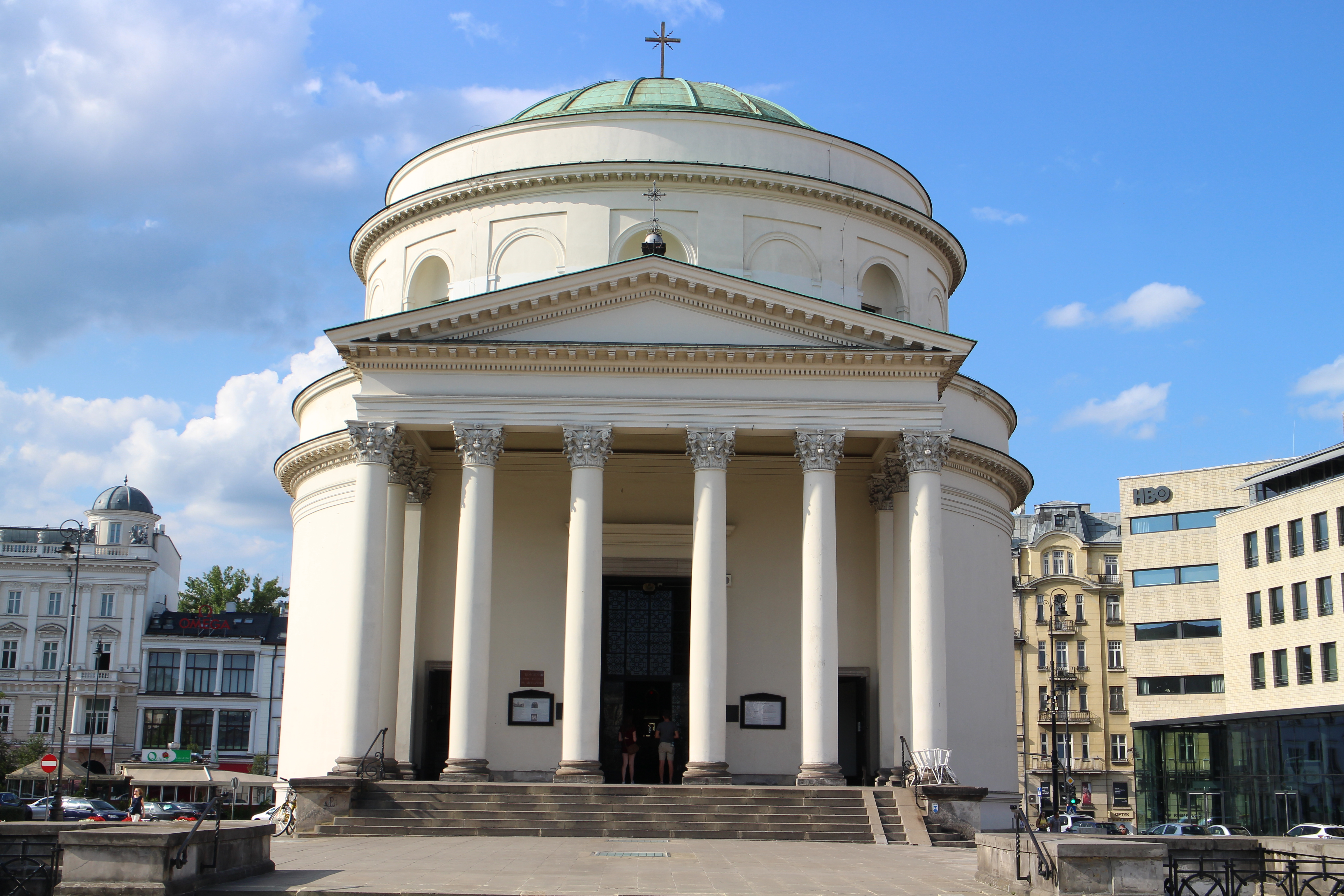
聖亞歷山大教堂

聖亞歷山大教堂（波蘭語：kościół św. Aleksandra）是位於波蘭首都華沙三十字廣場的一座羅馬天主教的教堂。修建教堂的起因是俄國政權感謝華沙市民紀念亞歷山大一世（允許波蘭會議王國建國）。教堂外觀為新古典主義風格，修建於1818年至1825年期間。1886年至1895年期間，教堂進行了重建，外觀改為新文藝復興式風格。二戰期間教堂被毀。後在1949年至1952年期間重建。